# Jakub Lokaj
Jakub Lokaj (Cítoliby, bij Louny, Bohemen, 7 juli 1752 – ??) was een Tsjechisch componist en musicus.

## Levensloop
Jakub Lokaj, van wie tot nu uitsluitend de geboortedatum bekend is, was een zoon van Jakub Lokaj (1694-1759) en Anna Skrivánková. Lokaj was lid van het orkest van de graaf en generaal Jan Josef Pachta in het kasteel van Cítoliby. In 1777 huwde hij Josefa Novotny uit Mnichovic. In 1784 heeft de familie Lukaj zes kinderen in Cítoliby. 

## Composities

### Werken voor orkest
- Concert C-groot, voor fagot en orkest

### Missen, motetten en gewijde muziek
- Motetem pastorale in D "Gloria in excelsis Deo" (Sláva Bohu na výsostech), voor sopraan, contra-alt, bas, gemengd koor, orkest en orgel
  1. Andante - Allegro molto
- Árie in Dis "Haec aurora gratiosa" (Ta laskavá hvězda), voor sopraan, orkest en orgel